# Підполковник
Підполко́вник — військове звання старших офіцерів у Збройних Силах України та ряді армій світу. Вище рангу майора, але нижче полковника.
Поширено у деяких країнах Східної Європи (див #Поширення). У армії США та деяких інших країн йому відповідає звання лейтенант-полковник.
У Збройних Силах Радянського Союзу введено у 1939. У ВМФ йому відповідає звання капітана II рангу.
Існувало у російській армії з XVII ст, військовий чин VII класу в піхоті, VI класу в артилерії і інженерних військах, V класу в гвардії до 1798 р., потім — чин VII класу у всіх родах військ, окрім гвардії, де цей чин був ліквідований. Відповідав чинам капітана II рангу, військового старшини, надвірного радника.
У німецькій армії (Рейхсвер, Вермахт та Бундесвер) військовому званню підполковника відповідає звання «оберст-лейтенант» (нім. Oberstleutnant).
За кодуванням НАТО звання підполковник належить до рангу OF-4.

## Поширення
1. Болгарія — болг. подполковник
2. Боснія і Герцеговина та Хорватія — сербохорв.  = хорв. potpukovnik (хорватська: [pôtpukoːʋniːk])
3. Боснія і Герцеговина, Сербія та Чорногорія — сербохорв.  = серб. потпуковник (сербська: [pôtpukoːʋniːk])
4. Грузія — груз. ვიცე-პოლკოვნიკი (грузинська: [vitsɛ pʼɔlkʼɔvnikʼi])
5. Литва — лит. papulkininkis
6. Північна Македонія — мак. потполковник
7. Польща — пол. podpułkownik (польська: [pɔtpuwˈkɔvɲik])
8. Росія — рос. подполко́вник (podpolkovnik) (російська: [pətpɐlˈkovnʲɪk])
9. Словенія —словен. podpolkovnik
10. Словаччина — словац. podplukovník
11. Україна — укр. підполковник
12. Чехія — чеськ. podplukovník (чеська: [ˈpotplukovɲiːk])

## Офіцерське званняУкраїнських січових стрільців(1914—1918)

Знаки розрізнення підполковника Українських січових стрільців (1914—1918)

Штаб-офіцерське (старшинське) військове звання українських січових стрільців, австро-угорським еквівалентом було військове звання «оберст-лейтенант» (нім. Oberstleutenant). Вище за рангом ніж отаман, але нижче за полковника.
Українські січові стрільці, українське добровольче національне формування (легіон) у складі австро-угорської армії мало такі ж знаки розрізнення як і інші підрозділи цісарського війська. Звання хоч і мали українську назву, але були порівняні до айстро-угорських. Знаки розрізнення були на петлицях (для УСС синього кольору) у вигляді шестипроменевих зірочок та галунів (широкого для штаб-офіцерів, вузького для хорунжого та підхорунжого). У 1915 році був виданий указ щодо використання добровольцями чотирьохпроменевих зірочок як знаків розрізнення, замість шестипроменевих, також змінювалося їх розташування на петлицях. Але це нововведення не набуло широкого розповсюдження. Наприкінці 1916 року у Австро-угорській імперії була введена нова форма, для якої не передбачалися кольорові петлиці. Знаки розрізнення кріпилися на комірі мундиру, за ними нашивалися вертикальні кольорові стрічки (для українського легіону жовта та блакитна стрічки).
Знаками розрізнення підполковника були дві сріблясті металеві, розташовані одна над одною шестипроменеві зірочки на петлиці (чи на комірі мундиру). По петлиці йшов широкий золотистий галун.
| Нижче за рангом: Отаман | Українські січові стрільці Підполковник | Вище за рангом: Полковник |

## Україна початок-середина ХХ століття

### Офіцерське званняУкраїнської Галицької армії(1919—1920)

Знаки розрізнення підполковника УГА

Старше офіцерське (полкова чи булавна старши́на) військове звання в Української Галицької Армії. Вище за рангом ніж отаман, але нижче ніж полковник.
Українська Галицька армія (УГА) регулярна армія Західно-Української Народної Республіки (ЗУНР). Знаки розрізнення були введені Державним секретаріатом військових справ (ДСВС) Західної області УНР 22 квітня 1919 року і уявляли собою комбінацію стрічок на рукавах однострою та «зубчатки» на комірах. У підполковника знаки рангу виглядали як дві широкі золотисті плетені стрічки, завширшки 14 мм, з розетками на кінцях. Стрічки були на підкладці кольору відповідного до роду військ (наприклад синя для піхоти). Зубчатка старшини (кольору роду військ), на золотому прямокутному підкладі (72х30 мм).

### Військове званняАрмії УНР

Знаки розрізнення підполковника УНР

В армії Української Держави (1918) звання підполковника було відсутнє, але його аналогом було звання військовий старшина.
В армії УНР наказом військам дієвої армії УНР ч. 80 від 9 квітня 1919 року встановлювалися нові військові звання, а також знаки розрізнення. Званням яке відповідало званню підполковник, було осавул.
Наказом Головної управи війська УНР (ГУВУНР) ч. 16 від 30 березня 1920 року відбувається зміна військових звань та знаків розрізнення, серед булавної старшини замість осавула з'являється звання підполковника. Підполковник був вище за рангом від сотника, але молодше від полковника. Знаками розрізнення підполковника були дві смуги на петлиці.

## СРСР
22 вересня 1935 року у СРСР були введені персональні військові звання. У старшому командному складі були присутні два звання: майор та полковник. Система військових звань здебільшого збігалася з колишньою системою військових чинів Російської імперії. В 1939 році було введене звання підполковник.
У 1924 році у РСЧА майже остаточно склалася система знаків розрізнення посадових рангів. Молодший командний склад позначався певною кількістю трикутників на петлицях, середній командний та начальницький склад — квадратів («кубарів»), старший командний та начальницький склад — прямокутників («шпал»), вищий командний та начальницький склад — ромбів. Посадовий ранг «помічник командира полка», відносився до старшого командного складу і мав категорію К-8.За знаки розрізнення помкомполка мав дві шпали на петлиці. В 1939 році за знаки розрізнення підполковники отримали по три «шпали» на кожну з петлиць, до 1939 року, ці знаки розрізнення використовували полковники.
У липні-серпні 1943 року в обіг повертається офіцерський ранг. Згідно указів Президії Верховної Ради від 6 січня 1943 року «О введенні нових знаків розрізнення для особового складу Червоної Армії» та від 15 лютого 1943 року «О введенні нових знаків розрізнення для особового складу ВМФ» вводяться нові однострої, та нові знаки розрізнення. Замість петлиць вводяться погони на яких стали розміщуватися нові знаки розрізнення. Знаки розрізнення на погонах майже збігалися з імперськими. Підполковницькі погони мали по два поздовжніх просвіти кольору притаманного роду військ чи служби, на яких розташовувалося по дві металеві п'ятипроменеві зірочки (такі знаки розрізнення були у імперського майора до скасування цього чину в 1884 році). На відміну від імперських знаків розрізнення, де зірочки були одного розміру для усіх рангів офіцерів, зірочки на погонах старших офіцерів РСЧА, були більше за розміром від зірочок на погонах молодших офіцерів.
В такому вигляді знаки розрізнення підполковників проіснували до розпаду СРСР у 1991 році.

## Офіцерське звання Збройних Сил України
Збройні сили України які утворилися під час розпаду СРСР, перейняли радянський зразок військових звань, а також радянських знаків розрізнення.
5.07.2016 року був затверджений Президентом України «Проект однострою та знаки розрізнення Збройних Сил України». В Проекті серед іншого розглянуті військові звання та знаки розрізнення військовослужбовців. За знаки розрізнення підполковники отримали по дві чотирипроменеві зірочки на погонах. Зірочки розташовуються вздовж поля погона над знаком категорії («плетінка»). Знак категорії старшого офіцерського складу розроблений на основі плетіння погонів старших офіцерів Української держави (1918) і стрічок УГА.

Знаки розрізнення підполковників, Україна
|                         |                          |                |                |                |                          |                    |                    |
| до 2016                 | до 2016                  | до 2016        | з 2016         | з 2016         | з 2016                   | з 2016             | з 2016             |
| Стандартний вигляд (СВ) | Стандартний вигляд (ВПС) | Парадний погон | Сухопутні сили | Повітряні сили | Сухопутний компонент ВМС | Сили спец операцій | Польовий однострій |

| Нижче за рангом: Майор | Підполковник | Вище за рангом: Полковник |

## Німеччина
У німецькій армії званню «підполковник» відповідає звання «оберст-лейтенант» (нім. Oberstleutnant), яке виникло в XVII столітті як еквівалент французького звання (фр. lieutenant-colonel). У німецьких збройних силах (Рейхсвері та Вермахті) позначалося однією чотирипроменевою зіркою на погоні, завитому «косичкою». При цьому майорський погон був порожнім (без жодної зірки), а полковницький погон ніс на собі дві зірки.
У Бундесвері ФРН (Західна Німеччина) на погоні підполковника стали розміщуватися дві зірки, щоб не створювати незручностей для союзників по НАТО у визначенні звання. Майор, таким чином, став позначатися однією зіркою, а оберст (полковник) - трьома. На погонах підполковника (як і інших старших офіцерів), нижче зірочок розміщується сріблястий вінок з дубового листя.
В армії НДР (Східна Німеччина) на погоні підполковника також були розміщенні дві чотирипроменеві зірочки, але вони були розташовані не вздовж погону (як у Бундесвері), а впоперек як у радянського підполковника. На відміну від бундесверу, де відійшли від вигляду знаків розрізнення військовиків часів вермахту, у ННА ця подібність залишилася. У старших офіцерів армії НДР зберігся погон завитий погон «косичкою».

Погон підполковника кайзеровської армії, Рейхсверу та Вермахту (1888—1945)
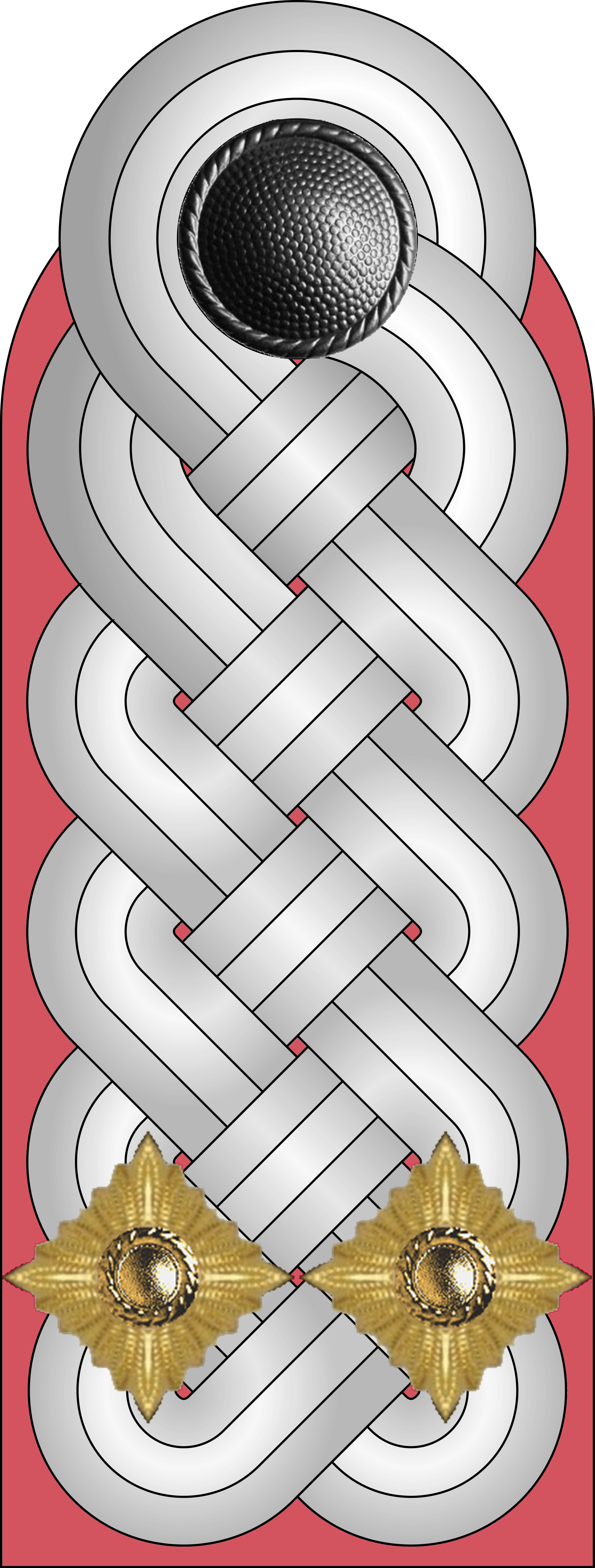
Погон підполковника ННА НДР
Погон підполковника Хеер Бундесвер
Погон підполковника Люфтваффе Бундесвер

## Австрія
У австрійській армії, як і у німецькій, званню «підполковник» відповідає звання «оберст-лейтенант» (нім. Oberstleutnant).
Знаки розрізнення в збройних силах Австро-Угорщини, розміщувалися на кольорових петлицях на комірі однострою. Наприкінці 1916 року у Австро-Угорській імперії було введено новий однострій, для якого вже не передбачалися кольорові петлиці, знаки розрізнення на ньому кріпилися на самому комірі однострою, за ними нашивалися вертикальні кольорові стрічки. В 1867-1918 роках знаками старших офіцерів був широкий галун на петлиці (комірі), на якому розташовувалася певна кількість зірочок в залежності від звання носія. Знаками розрізнення підполковника були дві металеві, розташовані одна над одною шестипроменеві зірочки на петлиці (чи на комірі мундиру), по петлиці йшов широкий галун.
В 1918 році австро-угорська імперія припиняє своє існування, однією з держав, що утворилася на її руїнах стала Німецька Австрія, яка стала в 1919 році Австрійською республікою. Німецько-австрійський Фольксвер (Volkswehr- Народна армія) використав старі цісарські однострої, але з новими знаками розрізнення. Знаки розрізнення військовослужбовців уявляли собою комбінацію стрічок на рукавах. Старші офіцери мали на рукаві стрічку у 1 ½ дюйми (38мм) завширшки, вище якої розташовувалися від одної до двох вужчих стрічок (1/2 дюйми, 13мм) в залежності від звання військовика.  Знаками розрізнення підполковника була широка 38мм стрічка вище якої розміщувалася одна вузька 13 мм стрічка.
В 1920 році при формурованні Федеральних сухопутних сил (Bundesheer) була встановлена нова система знаків розрізнення. Знаки розрізнення встановлені в 1920 році уявляли собою горизонтальні нашивки над обшлагами рукавів. Довжина тасьмы для рядових та унтер-офіцерів дорівнювала приблизно13 см, галун для офіцерів и воєнних чиновників вдвоє коротше – приблизно 6 –6,5 см. Верхній ряд тасьмы (галуна) мав особливу відмінність - відрізок тасьми (галуна) який зшивався у вигляді кільця і пришивався у верхнього краю горизонтальної нашивки. Підполковник мав за знаки розрізнення чотири галунні стрічки (три з двома просвітами та одна з кільцем вище).
В 1923 році відбувається чергова зміна знаків розрізнення. Однострій та знаки розрізнення стають наближені до німецького відповідника (Веймарська республіка).  Знаки розрізнення підполковника позначалися однією чотирипроменевою зіркою на погоні (майор мав «пустий» погон, а полковник мав дві зірочки на погоні), завитому «косичкою». Петлиці були як у німецькій, кайзерівській армії, у вигляді подвійних катушок.
В 1933 році в австрійських збройних силах відбувається повернення до традиційного цісарського однострою та знаків розрізнення. Знаки розрізнення стали розміщуватися на комірі, для старших офіцерів це був широкий галун по передньому та нижньому краю петлиці, на якій розміщувалося від однієї до трьох шестипроменевих зірочок (колір протилежний від кольору галуну). Підполковник мав дві зірочки на петлиці з широким галуном.
В 1938 році відбувається приєднання Австрії до Німеччини, збройні сили Австрії продовжують носити старі однострої (з додаванням орлу Вермахту на грудях) за переходні, а з 1939 року Бундергер припиняє своє існування і австрійські військовики остаточно входять до складу німецьких збройних сил та одягають німецькі однострої.
З 1955 року після виводу військ союзників відновлюється існування незалежної Австрії, що призводить до відновлення існування австрійських збройних сил (Бундесгеру).
Знаки розрізнення в австрійських збройних силах наближені до цісарських, їх носять на комірі мундиру чи на грудях польового однострою. Старші офіцери, на мундирах мають п’ятикінцеві петлиці з галуном, на яких розміщуються від одної до трьох шестипроменевих зірочок. На польовому однострої старших офіцерів, присутня п’ятикінцева петлиця,  з широким жовтим п’ятикінцим сектором у нижній частині. На петлиці розміщується від одної до трьох шестипроменевих зірочок, в залежності від звання носія. На головних уборах старші офіцери мають середню галунну стрічку, вище якої йдуть від однієї до трьох вузьких стрічок. Кількість зірочок на петлиці (чи стрічок на головному уборі): 1 - у майора, 2- у підполковника, 3 – у полковника.

Петлиця підполковника Австро-угорської армії
Петлиця підполковника гірських частин Австро-угорської армії
Петлиця підполковнику Бундесгеру на мундирі
Петлиця підполковнику Бундесгеру, на польовому однострої 75/03
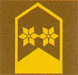
Петлиця підполковнику Бундесгеру, на польовому однострої
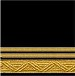
Знаки розрізнення підполковника Бундесгеру на головному уборі

## Підполковник в інших країнах світу
Підполковник — військове звання старшого офіцерського складу в багатьох країнах світу, наприклад в арміях Росії, Білорусі, Болгарії, Словенії. Попереднє звання — майор, вище — полковник.

### Полковник вслов'яномовнихкраїнах
В майже всіх слов'яномовних країнах звання «підполковник» схоже по звучанню з українським відповідником.
- (біл. Подполковник) — військове звання у Білорусі;
- (болг. Подполковник) — військове звання у Болгарії;
- (мак. Потполковник) — військове звання у Північній Македонії;
- (пол. Podpułkownik) — військове звання у Польщі;
- (рос. Подполковник) — військове звання у Російській федерації;
- (серб. Потпуковник) — військове звання у Сербії;
- (словац. Podplukovník) — військове звання у Словаччині;
- (словен. Podpolkovnik) — військове звання у Словенії;
- (чеськ. Podplukovník) — військове звання у Чехії;
- (чорн. Potpukovnik) — військове звання у Чорногорії.

У цих країнах, назва декілька відрізняється в залежності від місцевої назви військової одиниці «полк», так у південних слов'ян, це «пук» (серб. пук — Сербія, хорв. puk — Хорватія), у чехів та словаків це «плук» (чеськ. Plukovník, словац. Plukovník). До звання додається приставка яка вказує на підлегле становище.

### Підполковник у країнах які були в складі СРСР
Крім того це звання використовується у країнах, які до 1991 року входили до складу СРСР, та залишили у себе радянську систему військових звань.
підполковник
- каз. подполковник — військове звання Казахстану;
- кирг. подполковник — військове звання Киргизстану;
- тадж. подполковник — військове звання Таджикистану;
- туркм. podpolkownik — військове звання Туркменістану;
- узб. podpolkovnik — військове звання Узбекистану;

віце-полковник
- груз. ვიცე-პოლკოვნიკი — військове звання Грузії;
- вірм. փոխգնդապետ [p'vokhgndapet] — військове звання Вірменії[3]

лейтенант-полковник
- азерб. polkovnik-leytenant — військове звання Азербайджану;
- ест. kolonelleitnant — військове звання Естонії
- латис. pulkvež-leitnants — військове звання Латвії;
- лит. pulkininkas leitenantas — військове звання Литви;

### Інші країни світу
В англомовних країнах, та у деяких колишніх колоніях Великої Британії (Пакистан, Індія) військове звання яке є відповідником званню «полковник» та належить до того ж класу це — «Colonel». В Іспанії та іспаномовних країнах таким відповідником є «Coronel», в Італії «Colonnello». В Німеччині, а також у більшості германомовних, але не англомовних країн (Данія, Норвегія) відповідником звання «полковник» є звання «Oberst». В Швеції існує інша форма назви цього звання, «Overste».
У випадку зі званням «підполковник», до звання додаються приставки які позначають заступника чи помічника, «лейтенанта» (фр. lieu tenant — заступник, від lieu — місце і tenant — посідає). В залежності від мови це може бути «Lieutenant», «Teniente», «Tenente», «Leutnant» та інші варіації.
- (дан. Oberstløjtnant) — військове звання у Данії;
- (фр. Lieutenant-Colonel) — військове звання у Франції;
- (нім. Oberst-leutnant) — військове звання у Німеччині;
- (італ. Tenente Colonnello) — військове звання у Італії;
- (рум. Locotenent-Colonel) — військове звання у Молдови;
- (ісп. Teniente coronel) — військове звання у Іспанії;
- (швед. Överstelöjtnant) — військове звання у Швеції;
- (англ. Lieutenant-colonel) — військове звання у Великої Британії.

## Галерея

Знаки розрізнення підполковника британської армії
Знаки розрізнення підполковника Канадської Армії
Знаки розрізнення підполковника Австралійської Армії
Знаки розрізнення підполковника Армії США
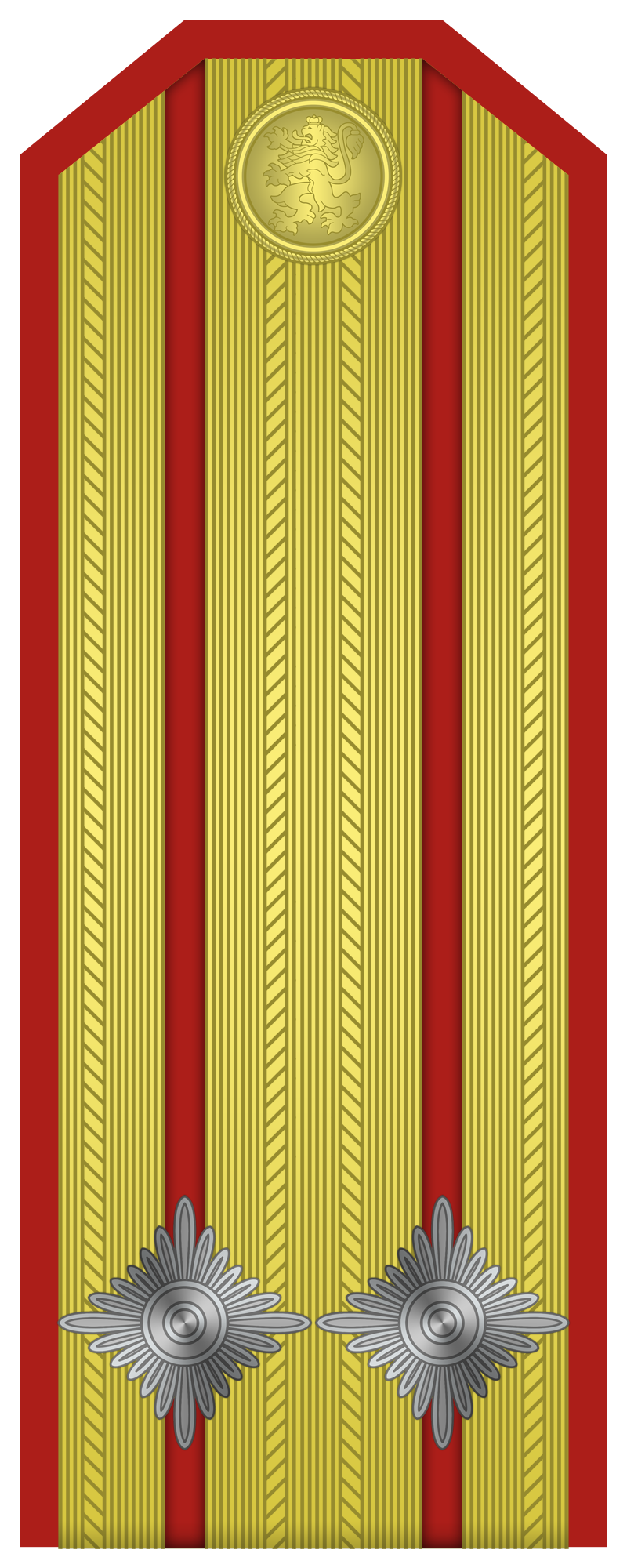
Знаки розрізнення підполковника Сухопутних військ Болгарії
Знаки розрізнення підполковника Збройних сил Молдови
Знаки розрізнення підполковника армії Румунії